# Christa Harmotto
Christa Deanne Harmotto Dietzen (Sewickley, 12 ottobre 1986) è un'ex pallavolista statunitense.

## Carriera
La carriera di Christa Harmotto inizia nella squadra del suo liceo, la Hopewell High School, dove gioca sia a pallavolo che a pallacanestro; dal 2004 al 2005 fa inoltre parte della nazionale statunitense Under-20, vincendo la medaglia d'oro al campionato nordamericano 2004. Al termine delle scuole superiori, entra a far parte della squadra di pallavolo della Pennsylvania State University, prendendo parte alla Division I NCAA per quattro annate e vincendo il titolo NCAA nel 2007 e nel 2008, oltre che raccogliendo diversi riconoscimenti individuali; nel 2009 ottiene le prime convocazioni in nazionale maggiore, vincendo la medaglia d'argento alla Final Four Cup e venendo premiata per il miglior muro della competizione.
Nel 2009 viene ingaggiata dal Guangdong Hengda Nuzi Paiqiu Julebu, prima squadra professionistica cinese, appena fondata e militante nel campionato cadetto cinese, ottenendo la promozione nella massimo campionato cinese; nell'estate del 2010 vince la medaglia d'argento al Montreux Volley Masters e la medaglia di bronzo alla Coppa panamericana. Per la stagione 2010-11 viene ingaggiata dalla Universal Volley Femminile Modena, dove resta fino al fallimento della società con conseguente ritiro dal campionato nel 2013; con la nazionale nel 2012 vince la medaglia d'oro al World Grand Prix e la medaglia d'argento ai Giochi della XXX Olimpiade di Londra, mentre nel 2013 vince la medaglia d'oro al campionato nordamericano e quella d'argento alla Grand Champions Cup.
Nella stagione 2013-14 va a giocare nella Voleybol 1. Ligi turca con l'Eczacıbaşı, saltando tuttavia gran parte del campionato per infortunio; con la nazionale vince la medaglia d'oro al campionato mondiale 2014, restando poi in collegiale con la nazionale per tutta l'annata seguente, per poter recuperare da un infortunio. Sempre con la nazionale, nel 2015, vince la medaglia d'oro al World Grand Prix e quella di bronzo alla Coppa del Mondo.
Nel campionato 2015-16 torna in Turchia, vestendo la maglia del Fenerbahçe Spor Kulübü; nel 2016, con la nazionale si aggiudica la medaglia d'argento al World Grand Prix e quella di bronzo ai Giochi della XXXI Olimpiade.

## Palmarès

### Club
- NCAA Division I: 2

2007, 2008

### Nazionale (competizioni minori)
- Campionato nordamericano Under-20 2004
- Final Four Cup 2009
- Montreux Volley Masters 2010
- Coppa panamericana 2010
- Coppa panamericana 2011
- Montreux Volley Masters 2014

### Premi individuali
- 2006 - All-America Second Team
- 2007 - All-America First Team
- 2007 - Division I NCAA statunitense: University Park Regional All-Tournament Team
- 2007 - Division I NCAA statunitense: Sacramento National All-Tournament Team
- 2008 - All-America First Team
- 2008 - Division I NCAA statunitense: University Park Regional All-Tournament Team
- 2009 - Final Four Cup: Miglior muro
- 2015 - World Grand Prix: Miglior centrale